# Pseudo-code

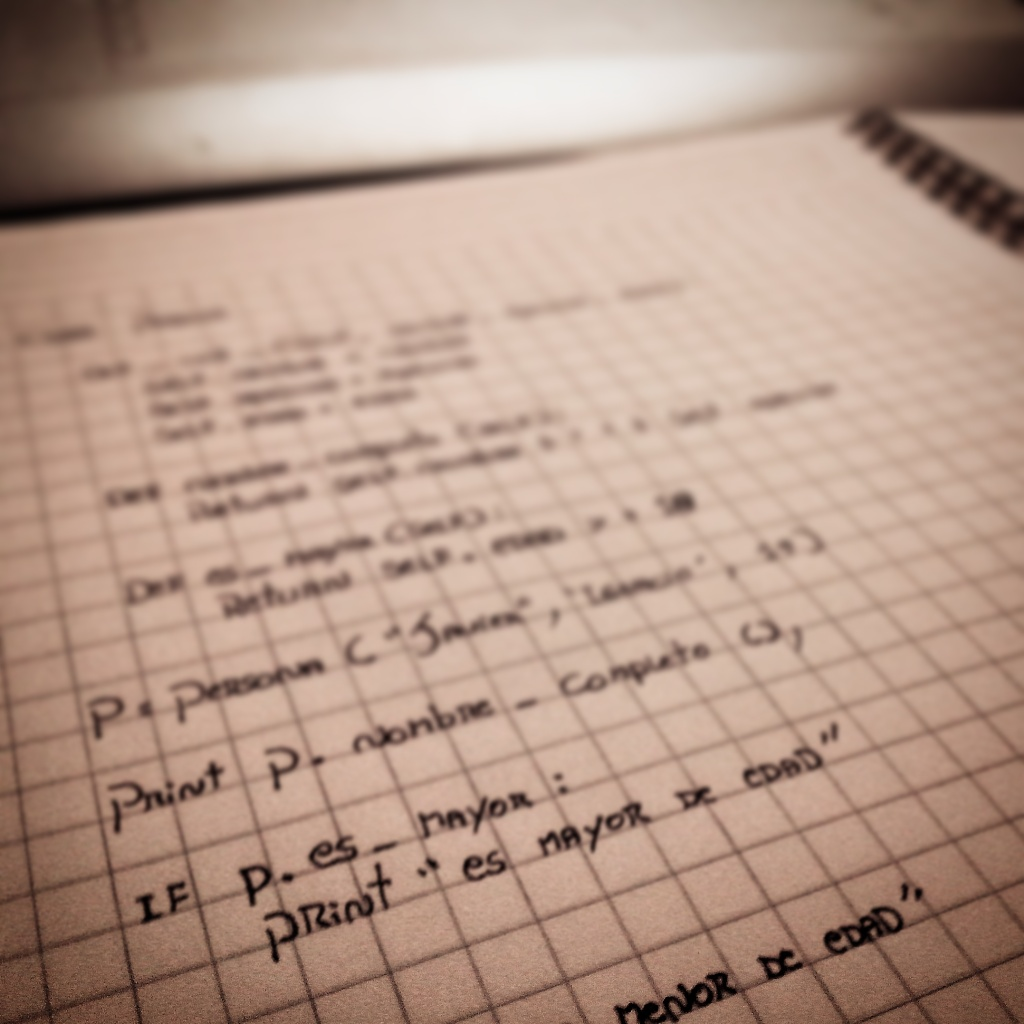
Pseudo-code écrit sur papier.

En programmation, le pseudo-code, également appelé LDA (pour Langage de Description d'Algorithmes) est une façon de décrire un algorithme en langage presque naturel, sans référence à un langage de programmation en particulier.
L'écriture en pseudo-code permet souvent de bien prendre toute la mesure de la difficulté de la mise en œuvre de l'algorithme, et de développer une démarche structurée dans la construction de celui-ci. En effet, son aspect descriptif permet de décrire avec plus ou moins de détail l'algorithme, permettant de ce fait de commencer par une vision très large et de passer outre temporairement certains aspects complexes, ce que n'offre pas la programmation directe.
Bien que souvent utilisé en IUT, il n'existe cependant pas de réelle convention pour le pseudo-code.

On peut citer les principaux mots clés qui font l'objet d'un relatif consensus.
- L'affectation représentée par le signe :  =
- L'alternative représentée par la structure :  SI (condition) ALORS (instruction) SINON (instruction)
- La répétition : REPETER (nombre de fois) (instructions)
- La répétition conditionnelle :  TANT QUE (condition) FAIRE (instruction)
- La fonction :  FONCTION (nom) (paramètres) (suite d'instruction)
- La séquence d'instruction :  DEBUT (instructions) FIN

Il existe bien d'autres conventions mais en général une douzaine de mots clés suffisent pour décrire la plupart des algorithmes et les rendre compréhensibles.
Le pseudo code supporte la notation mathématique standard, les opérateurs + - / *, les comparaisons < = >, et les fonctions habituelles abs, exp, sin, cos, etc.
Dans la pratique les utilisateurs de pseudo code rajoutent quelques mots clés faciles à comprendre : LIRE, ECRIRE, CASE, etc.
Cependant, l'informatique théorique montre qu'il suffit des trois primitives SI ALORS, TANTQUE et DEBUT FIN pour décrire tout algorithme.[réf. nécessaire]
Il n'est donc pas nécessaire de multiplier les éléments de pseudo code.

## Exemple
Le calcul de la factorielle d'un entier peut s'écrire ainsi en pseudo-code (ici, le pas que prend i vaut 1) :
```
  
Fonction
 factorielle (n)
     r = 1
     
Pour
 i 
de
 1 
jusqu'à
 n 
avec un pas de
 1
        r = r*i
     
Fin pour

     
Retourner
 r
  
Fin Fonction
```

Qui se traduirait par exemple en Python :
```
   
def
 
factorielle
(
n
):

      
r
 
=
 
1

      
for
 
i
 
in
 
range
(
1
,
n
+
1
):

         
r
 
=
 
r
 
*
 
i

      
return
 
r

```